# Ancerviller
Ancerviller [ɑ̃sɛʁvile] est une commune française située dans le département de Meurthe-et-Moselle, en région Grand Est.

## Géographie

### Lieux-dits et écarts
Écarts : chapelle de Sainte-Agathe à 3 km entre Neuviller-lès-Badonviller et Saint-Maurice-aux-Forges, Le Hameau à 1 500 m.
| Domèvre-sur-Vezouze | Barbas      | Halloville                           |
| Mignéville          | Ancerviller | Montreux Neuviller-lès-Badonviller   |
| Montigny            | Sainte-Pôle | Badonviller Saint-Maurice-aux-Forges |

### Hydrographie
La commune est dans le bassin versant du Rhin, au sein du bassin Rhin-Meuse. Elle est drainée par le ruisseau Gué de Couvay et le ruisseau la Breme,.

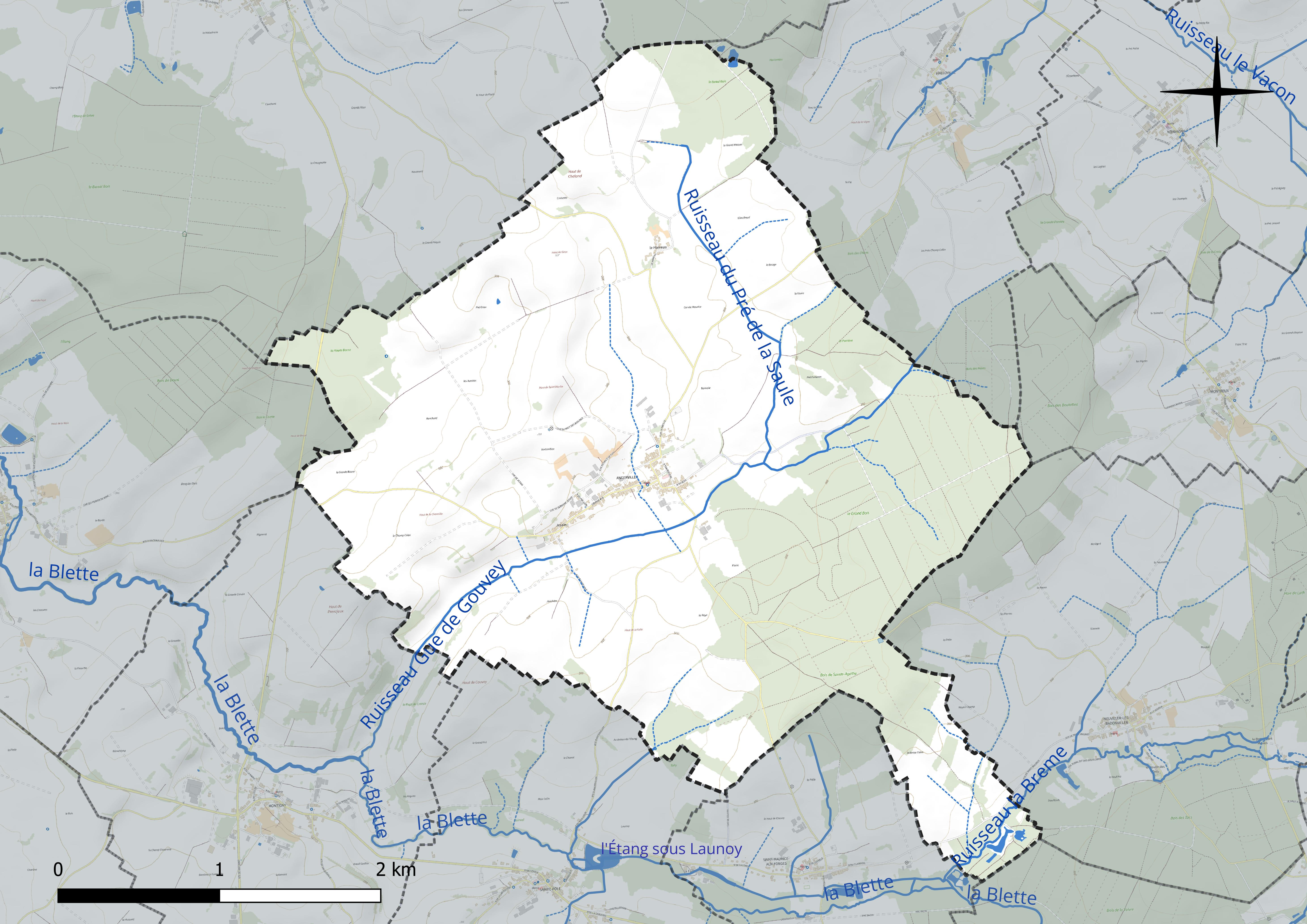
Réseau hydrographique d'Ancerviller.

### Climat
Pour des articles plus généraux, voir Climat du Grand Est et Climat de Meurthe-et-Moselle.
En 2010, le climat de la commune est de type climat des marges montargnardes, selon une étude du Centre national de la recherche scientifique s'appuyant sur une série de données couvrant la période 1971-2000. En 2020, Météo-France publie une typologie des climats de la France métropolitaine dans laquelle la commune est exposée à un climat semi-continental et est dans la région climatique Vosges, caractérisée par une pluviométrie très élevée (1 500 à 2 000 mm/an) en toutes saisons et un hiver rude (moins de 1 °C).
Pour la période 1971-2000, la température annuelle moyenne est de 9,3 °C, avec une amplitude thermique annuelle de 16,8 °C. Le cumul annuel moyen de précipitations est de 962 mm, avec 12,4 jours de précipitations en janvier et 9,9 jours en juillet. Pour la période 1991-2020, la température moyenne annuelle observée sur la station météorologique de Météo-France la plus proche, « St Maurice », sur la commune de Saint-Maurice-aux-Forges à 3 km à vol d'oiseau, est de 10,5 °C et le cumul annuel moyen de précipitations est de 837,4 mm. 
La température maximale relevée sur cette station est de 39,2 °C, atteinte le 25 juillet 2019 ; la température minimale est de −19,9 °C, atteinte le 1er mars 2005,,.
Les paramètres climatiques de la commune ont été estimés pour le milieu du siècle (2041-2070) selon différents scénarios d'émission de gaz à effet de serre à partir des nouvelles projections climatiques de référence DRIAS-2020. Ils sont consultables sur un site dédié publié par Météo-France en novembre 2022.

## Urbanisme

### Typologie
Au 1er janvier 2024, Ancerviller est catégorisée commune rurale à habitat dispersé, selon la nouvelle grille communale de densité à sept niveaux définie par l'Insee en 2022.
Elle est située hors unité urbaine et hors attraction des villes,.

### Occupation des sols
L'occupation des sols de la commune, telle qu'elle ressort de la base de données européenne d’occupation biophysique des sols Corine Land Cover (CLC), est marquée par l'importance des territoires agricoles (64,9 % en 2018), une proportion sensiblement équivalente à celle de 1990 (65,1 %). La répartition détaillée en 2018 est la suivante : 
terres arables (57,4 %), forêts (32,6 %), prairies (7,4 %), zones urbanisées (2,5 %). L'évolution de l’occupation des sols de la commune et de ses infrastructures peut être observée sur les différentes représentations cartographiques du territoire : la carte de Cassini (XVIIIe siècle), la carte d'état-major (1820-1866) et les cartes ou photos aériennes de l'IGN pour la période actuelle (1950 à aujourd'hui).

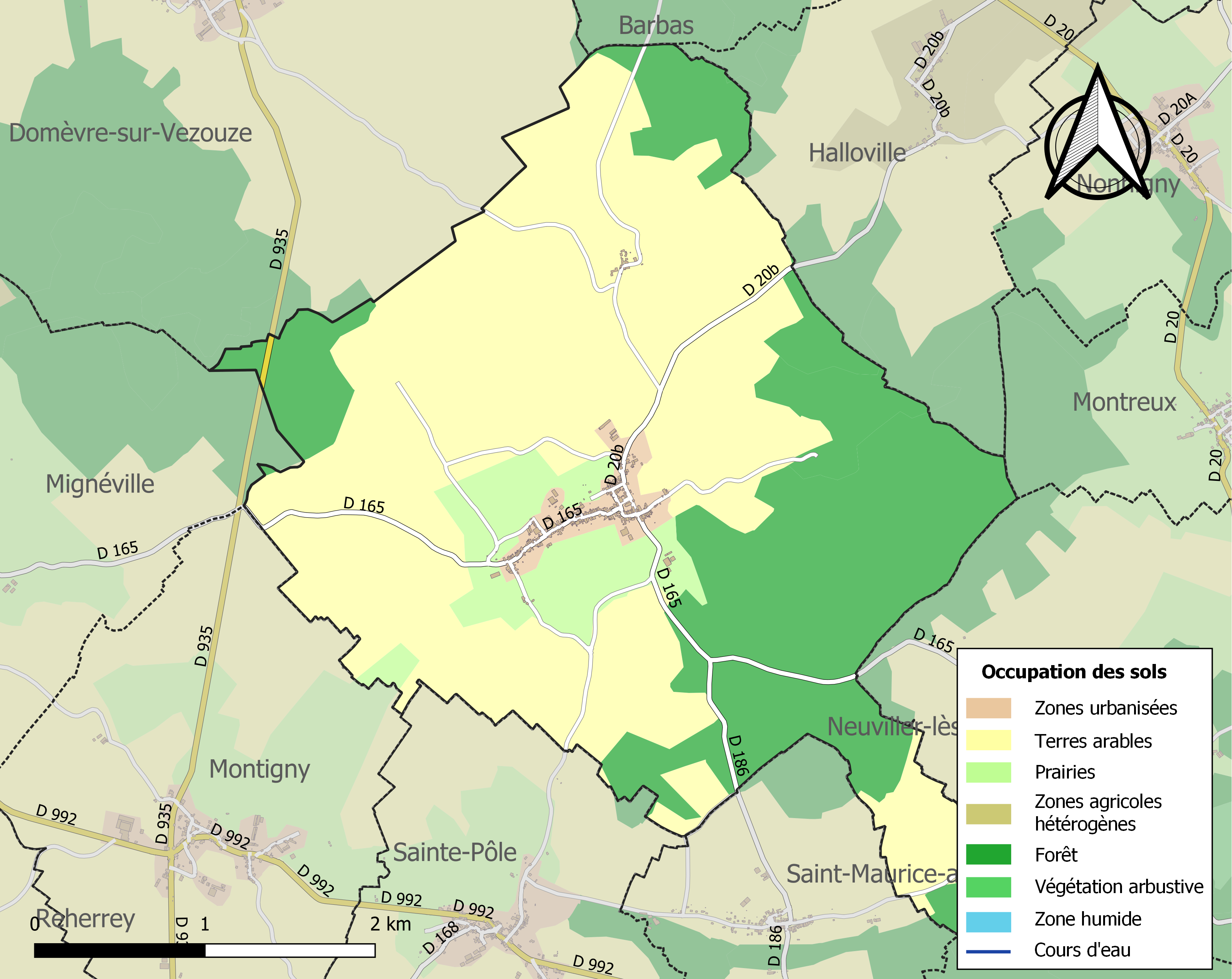
Carte des infrastructures et de l'occupation des sols de la commune en 2018 (CLC).

## Toponymie
- Ancerville (1272), Anserville (1282), Encerviller (1292), Ancerviller (1793)[réf. nécessaire].

## Histoire
- Présences gallo-romaine et franque : au XIXe siècle sont trouvés sur le territoire de la commune des débris de tuiles plates à rebords, des fragments de poteries rougeâtre et des médailles. Furent aussi découverts à l'est des cercueils en pierre calcaire, sans ornements et groupés.
- En juin 1840, des ouvriers occupés à l'ouverture d'une tranchée dans un jardin entre Couvey et Josain, ont découvert un vase de terre contenant environ 2000 pièces d'argent des XIIe et XIIIe siècles. Elles appartenaient au long règne de Ferry III, duc de Lorraine.
- Ancerviller fait partie du comté de Salm-en-Vosges à partir de sa fondation en 1111, sous la juridiction de l'abbaye de Senones. Les communautés sont rattachées à la Lorraine par la convention du 21 décembre 1751, par laquelle la principauté de Salm cède ses possessions dans le Badonvillois en échange de sa pleine et entière souveraineté à Senones et dans ses environs.
- Ancerviller fait donc partie du Duché de Lorraine de 1751 au 23 février 1766 lors du rattachement de ce dernier au Royaume de France.
- Lors de la Révolution française, les 3 communautés Couvay, Josain, et le Hameau décident de fusionner: les 3 communautés formaient déjà une seule paroisse autour de l'église de Couvay depuis le Moyen Âge.
- Dommages au cours de la Première Guerre Mondiale 1914-1918 : près de 60 % du village est détruit dont l'église Saint-Martin, l'actuelle rue de la Treille prend le nom de rue Brulée. La commune est décorée de la croix de guerre 1914-1918.
- Ancien village de vanniers ; on y cultivait et y travaillait l'osier.

En 1910, maire, Fiel, adjoint, Dieudonné J-B., conseillers municipaux, Thirion, Duhaut, Cuny, Masson, Hovasse C., Colin, Hovasse E., Noël, Pierron et Leclerc.
- Curé, Lefebvre
- Instituteur, Gény
- Institutrice, Hollard dlle.
- Directrice de l'école maternelle facultative, Glasener dlle.
- Garde champêtre, Colin...
- Garde forestier, Loizier.
- Appariteur, Troché.
- Gérant du téléphone, Hovasse Albert.
- Aubergistes, Colin-Duvic, Cotel, Devot j., Hovasse A., Louis, Magron, Chausson, Barbier.
- Boucher, Colin Adolphe.
- Boulangers, Cotel, Vigneron.
- Broderies, Clément veuve, Lartisant dlle., Louis dame.
- Buraliste, Hovasse A.
- Charron, Masson.
- Coiffeurs, Gérard P, Magron I., Magron F.
- Cordonniers, Maire, Thirion.
- Couturières, Bouvard, Grandclaude, Gérard-Otin, Loizier dames.
- Couvreur, Jacquot J-B.
- Cultivateurs, Barbier A., Barbier F., Blaise veuve, Blaise E., Bernard, Colin P., Dieudonné E., Dieudonné Ch., Duhaut A., Durand C., Hachon C., Hachon L., Hovasse E., Hovasse C., Masson H., Munier Ch., Munier E., Thirion F., Gérard V.
- Découpe de velours, Bechmann et cie de Blâmont.
- Entrepreneur de travaux public, Cuny E.
- Epiciers merciers, Chausson, Dieudonné H., Hovasse E.
- Laveuses, Duhaut veuve, Hachon Elisa.
- Lingères, Charpentier J-B dame.
- Maçons, Colin-Duvic, Colin J-A., Colin P., Cézard I., Duhaut E., Jacquot J., Jacquot E.
- Marchand de bois, Fiel A.
- Marchand de fourrage, Hovasse A.
- Marchand de semences, Colin Th.
- Marchands de vins en gros, Masson, Noël.
- Maréchaux ferrants, Martin J-B., Martin T., Paulus.
- Menuisiers, Martin F., Otin.
- Plâtrier, Denis G.
- Sage femme, Jacques dlle.
- Selliers, Hovasse, Martin.
- Tailleur d'habits, Devot, Vouriot.
- Teinturier, Verrelle.
- Vanniers, Agelot, Charpentier père et fils, Calba, Colin A., Colin I.B.C., Colin I., Coudray, Barbier Ch., Denis J., Denis N., Demange, Gérard H., Gérard P., Gérard F., Klein Ch., Leclerc, Lignon, Louis Ed., Malo H., Mabs C., Martin C., Martin J., Marchal E., Marchal J., Magron F., Magron J., Pierrat, Pierron, Troché, Clément A., Cézard Ch. et fils.

## Politique et administration

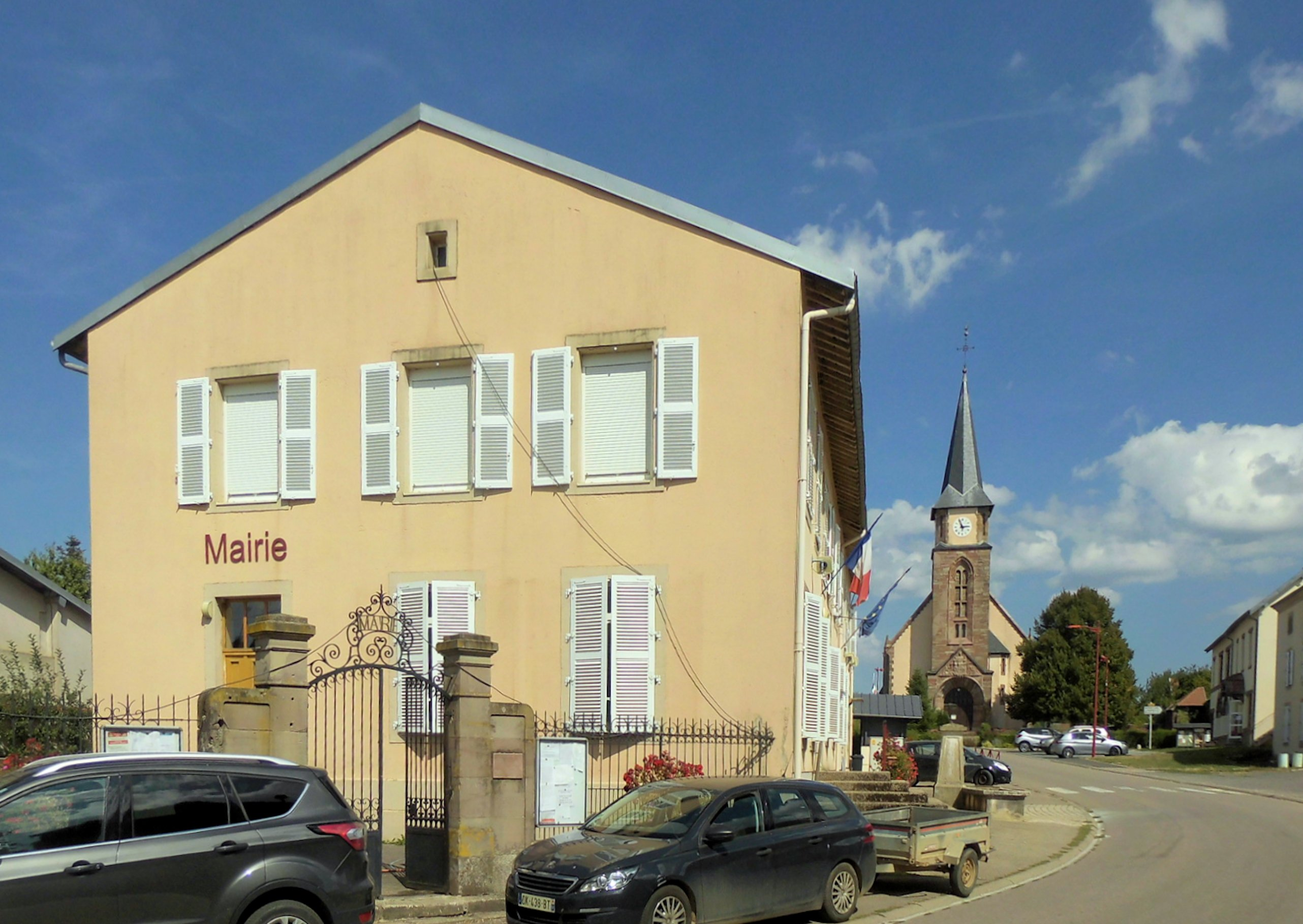
La mairie-école.

| Période                                  | Période   | Identité                                       | Étiquette     | Qualité        |
| ---------------------------------------- | --------- | ---------------------------------------------- | ------------- | -------------- |
| Les données manquantes sont à compléter. |           |                                                |               |                |
|                                          |           | Louis Colin                                    |               |                |
| 2001                                     | mars 2008 | Jean Colin                                     |               |                |
| mars 2008                                | 2014      | Christian Saunier                              |               |                |
| mars 2014                                | En cours  | Philippe Colin, Réélu pour le mandat 2020-2026 | Apparenté PS. | Ancien employé |

## Population et société

### Démographie
L'évolution du nombre d'habitants est connue à travers les recensements de la population effectués dans la commune depuis 1793. Pour les communes de moins de 10 000 habitants, une enquête de recensement portant sur toute la population est réalisée tous les cinq ans, les populations de référence des années intermédiaires étant quant à elles estimées par interpolation ou extrapolation. Pour la commune, le premier recensement exhaustif entrant dans le cadre du nouveau dispositif a été réalisé en 2005.

En 2022, la commune comptait 247 habitants, en évolution de −10,51 % par rapport à 2016 (Meurthe-et-Moselle : −0,13 %, France hors Mayotte : +2,11 %).
| 1793 | 1800 | 1806 | 1821 | 1831 | 1836 | 1841 | 1846 | 1851 |
| ---- | ---- | ---- | ---- | ---- | ---- | ---- | ---- | ---- |
| 490  | 572  | 657  | 671  | 721  | 828  | 793  | 789  | 796  |

| 1856 | 1861 | 1872 | 1876 | 1881 | 1886 | 1891 | 1896 | 1901 |
| ---- | ---- | ---- | ---- | ---- | ---- | ---- | ---- | ---- |
| 741  | 745  | 690  | 660  | 611  | 625  | 566  | 541  | 538  |

| 1906 | 1911 | 1921 | 1926 | 1931 | 1936 | 1946 | 1954 | 1962 |
| ---- | ---- | ---- | ---- | ---- | ---- | ---- | ---- | ---- |
| 516  | 515  | 552  | 450  | 422  | 412  | 395  | 392  | 375  |

| 1968 | 1975 | 1982 | 1990 | 1999 | 2005 | 2006 | 2010 | 2015 |
| ---- | ---- | ---- | ---- | ---- | ---- | ---- | ---- | ---- |
| 309  | 288  | 254  | 220  | 241  | 248  | 248  | 254  | 273  |

| 2020 | 2022 | - | - | - | - | - | - | - |
| ---- | ---- | - | - | - | - | - | - | - |
| 255  | 247  | - | - | - | - | - | - | - |

## Culture locale et patrimoine

### Lieux et monuments

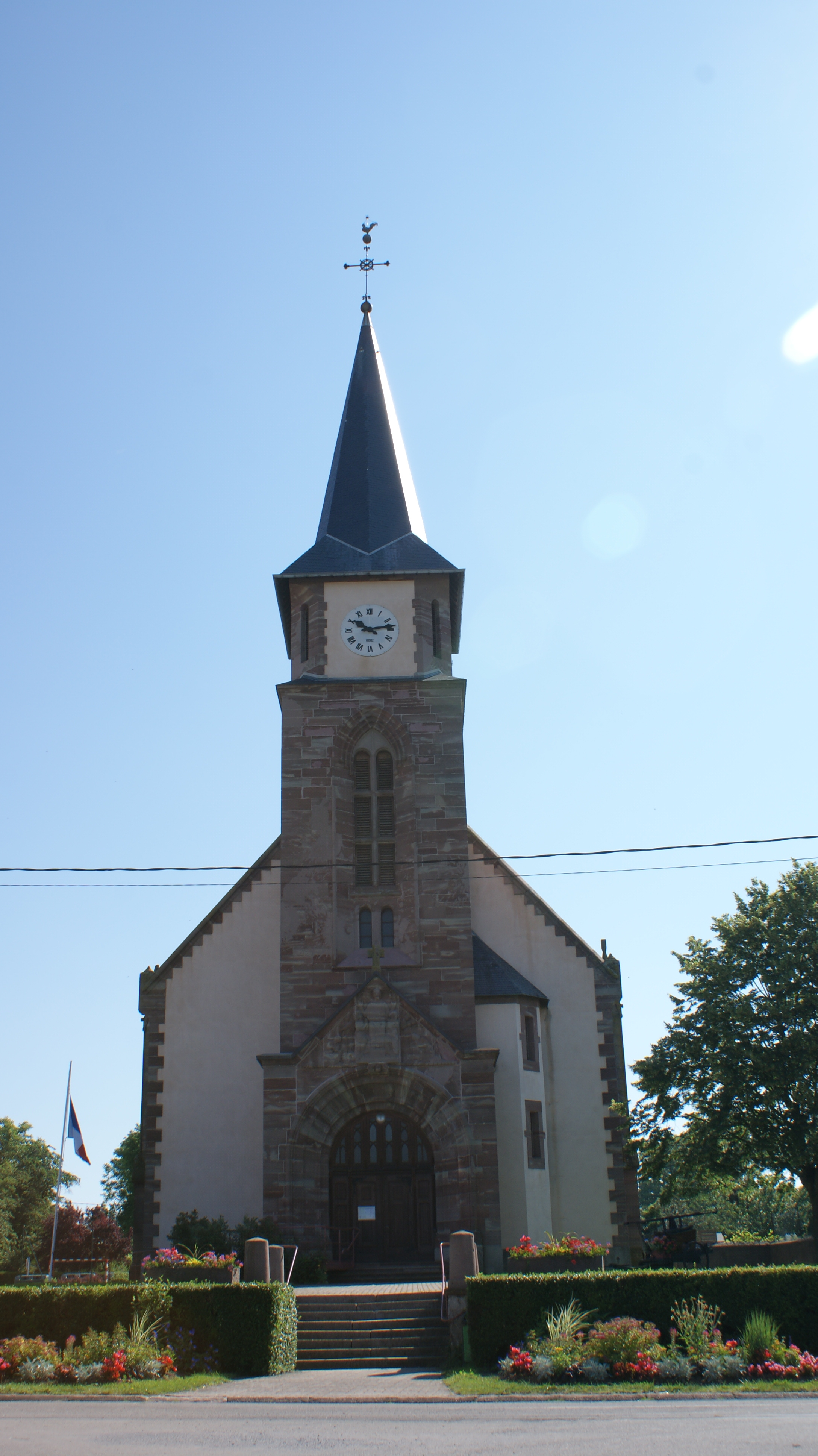
L'église Saint-Martin, au centre du village.

- L'ancienne église Saint-Martin fut totalement détruite par un bombardement en 1915. Après la guerre, une très modeste construction faite de planches et de toiles permit de célébrer le culte le temps de la reconstruction.

La nouvelle église Saint-Martin fut bâtie de 1921 à 1923, sur une petite butte, d'après les plans d'Henri Deville. Son emplacement diffère de quelques dizaines de mètres avec l'ancienne église. Elle fut consacrée le 20 septembre 1923 par, du fait que c'était la première église de France reconstruite après la grande guerre, le nonce apostolique Mgr Cenetti en présence de nombreuses personnalités.
Ses magnifiques vitraux sont l'œuvre du célèbre verrier Jacques Grüber. L'ameublement intérieur est principalement dû à  Eugène Vallin (bancs, confessionnaux) et Jules Cayette (lustres, maître-autel).
- La chapelle Sainte-Agathe.

L'un des curés les plus connus reste l'abbé Cuny, personnalité du village, grand amateur de livres et d'art.

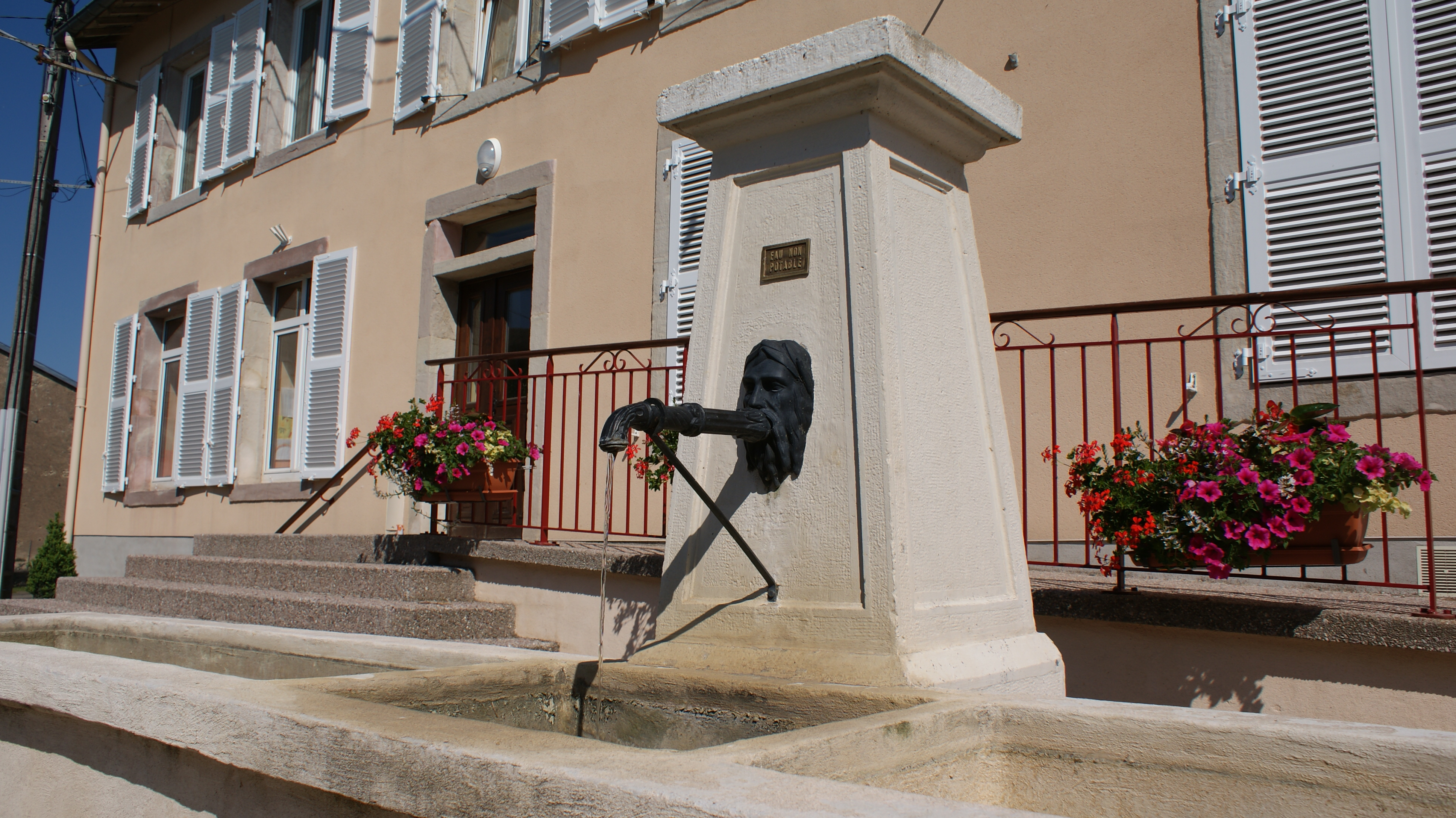
Fontaine au centre du village, devant l'école.
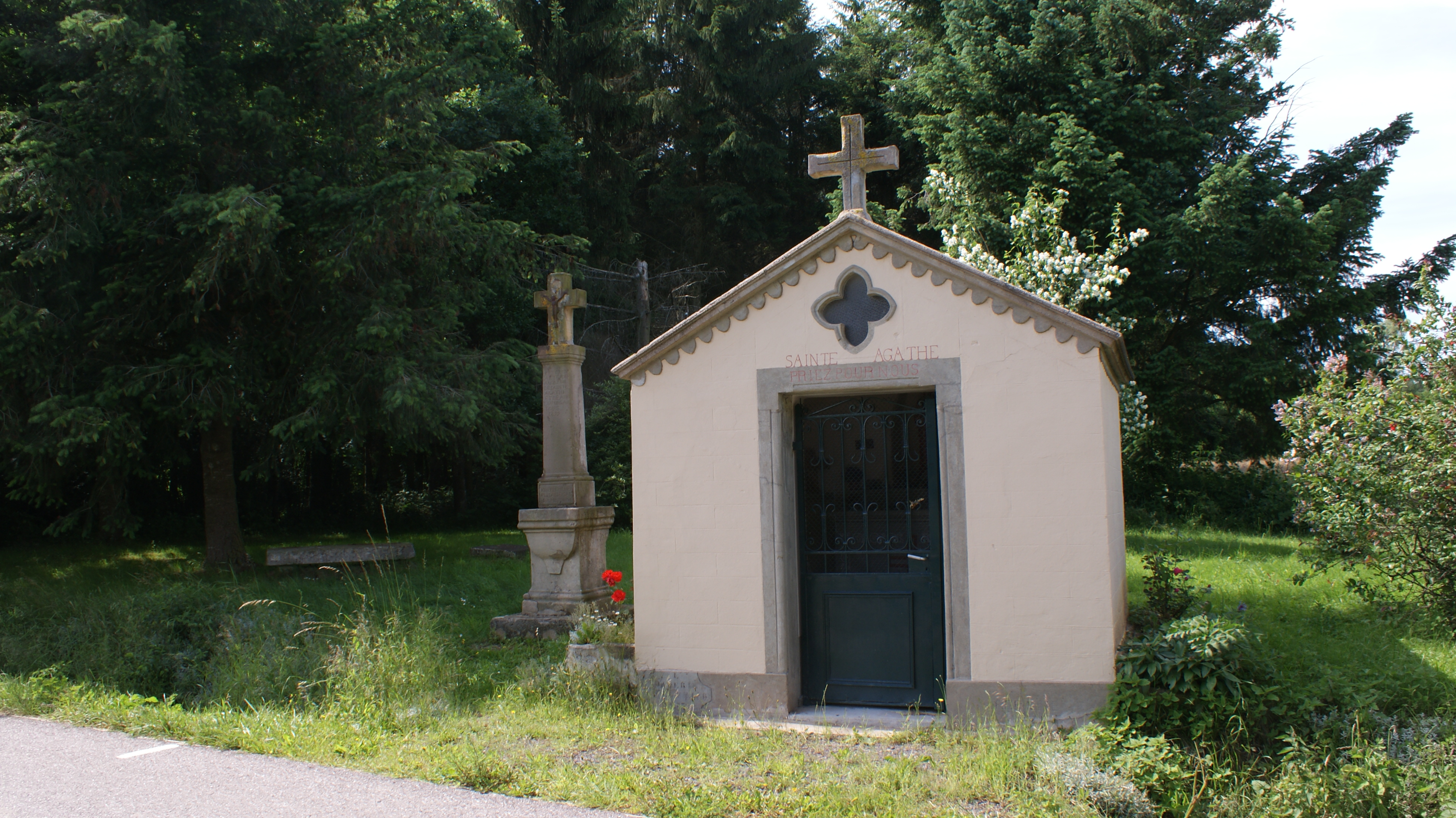
Chapelle Saint- Agathe (bois de Sainte-Agathe).

### Personnalités liées à la commune
- Widric (ou Vidric) de Couvay, 33e abbé de Senones de 1225 à 1239, durant une période de tensions extrême entre l'abbaye et son avoué laïc le comte Henri III de Salm
- Chanoine Paul Fiel (1879-1939), cousin du cardinal François-Désiré Mathieu. Secrétaire de la Coopérative de reconstruction des églises après la Première Guerre mondiale, il mit toute son énergie dans ses tâches. Ce n'est sans doute pas un hasard si Ancerviller, village dont il était natif, fut la première église reconstruite après le conflit, église dans laquelle il fut inhumé.

### Héraldique, logotype et devise
| Blason de Ancerviller | Blason  | D'azur à la bande d'argent accompagnée de onze billettes d'or posées en bande et ordonnées 2 et 4 en chef et 4 et 1 en pointe. |
| Blason de Ancerviller | Détails | Le statut officiel du blason reste à déterminer.                                                                               |